# Egungun

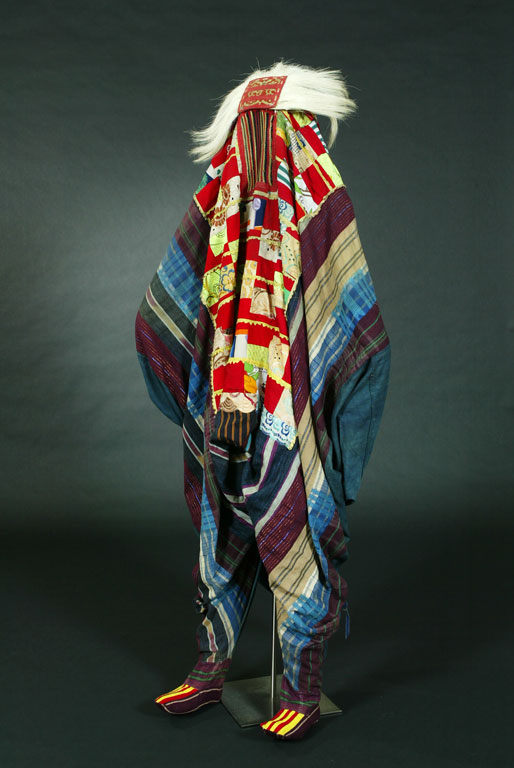
Un vêtement de danse de masque egungun dans la collection permanente du Musée des enfants d'Indianapolis

Egungun, (egúngún en yorùbá) dans le sens le plus large désigne tout déguisement Yoruba ou tout personnage portant un costume et masqué. Plus précisément, il s'agit d'un déguisement Yoruba pour le culte des ancêtres, ou les ancêtres eux-mêmes en tant que force collective. Eégún est la forme réduite (assimilation d'abréviation) du mot egúngún et a la même signification. Il y a une idée fausse qu'Egun ou Eegun (eégún en Yorùbá) est la forme singulière, ou qu'elle représente les ancêtres tandis qu'egúngún est la cérémonie ou la forme plurielle. Cette idée fausse est courante dans les Amériques par les adeptes d'Orisa qui ne parlent pas la langue Yorùbá comme langue vernaculaire.

## Classification des types d'Egungun

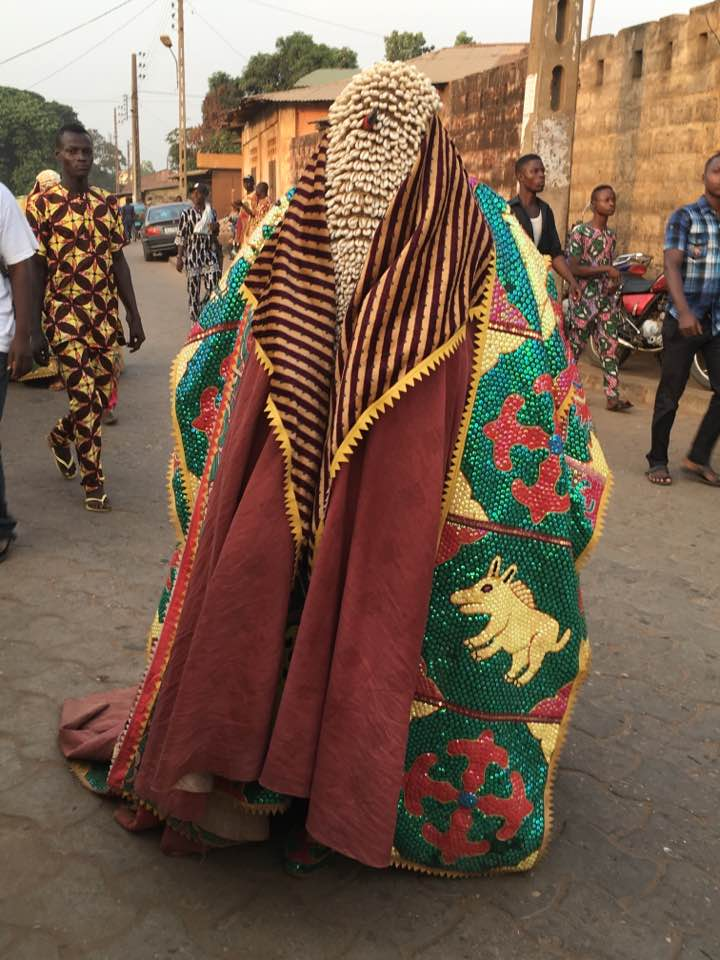
Egungun à Ouidah, au Bénin

La classification des types Egun ou Egungun peut sembler une tâche assez simple, mais en réalité, il est extrêmement complexe de déchiffrer la compréhension des taxonomies indigènes.

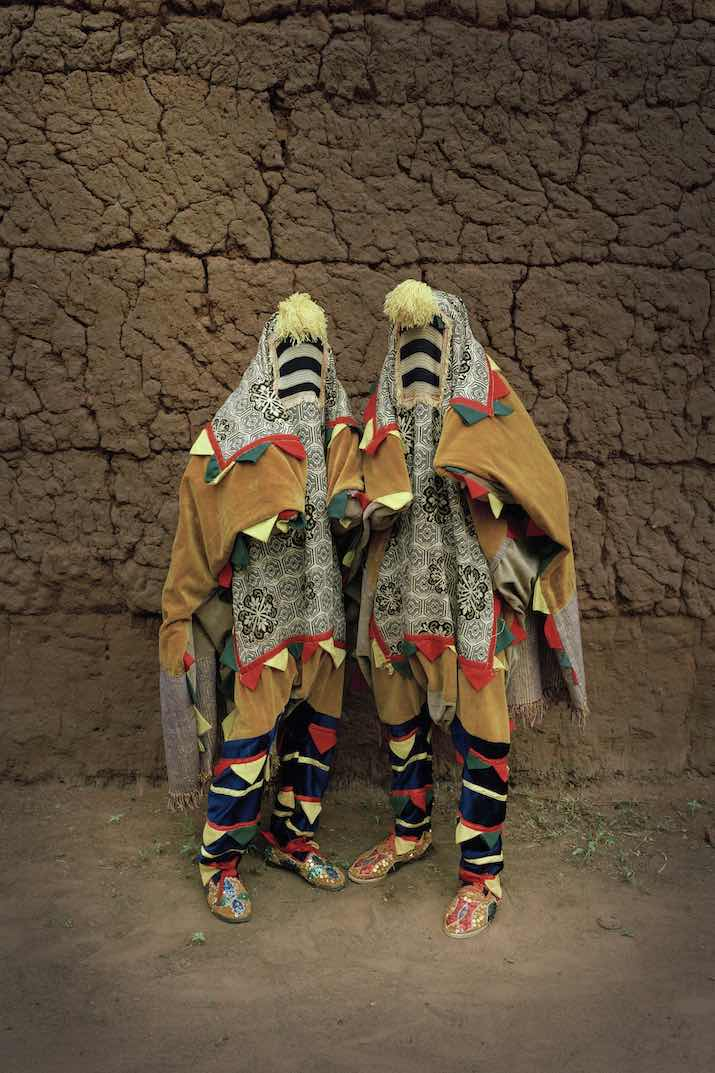
On dit que les "Egunguns" représentent les morts dans la société

Les difficultés comprennent : le problème de la distinction entre les noms Egun personnels et les termes génériques pour les types ; le problème de la détermination des "ensembles" où un personnage peut être considéré comme faisant partie de plusieurs catégories de types simultanément ; la pratique de la «superposition», dans laquelle un personnage porte un type de costume sur un autre et les modifie pendant la représentation ; et la variété des critères utilisés pour classer les Egungun ainsi que la gamme des variations au sein des catégories de types. Ces facteurs démontrent la complexité de l'analyse des taxonomies indigènes et de la classification des types de masque. Ces mêmes difficultés se posent dans la définition et l'utilisation du terme Egungun lui-même. Cependant, à partir d'affinités culturelles, en particulier dans le pays Yoruba, au sud-ouest du Nigéria, les noms d'egungun suivants peuvent être identifiés : Danafojura et Awodagbese à Ogbomoso, Alapansanpa à Ibadan et Feleru à Ibobu, État d'Osun.

## Rôle de la famille
Dans la religion yoruba, les cérémonies annuelles en l'honneur des morts servent à assurer à leurs ancêtres une place parmi les vivants. Ils croient que les ancêtres ont la responsabilité d'obliger les vivants à respecter les normes éthiques des générations passées de leur clan, de leur ville ou de leur famille. Les Egungun sont célébrés dans des festivals, connus sous le nom d'Odun Egungun, et dans des rituels familiaux à travers la coutume du masque.

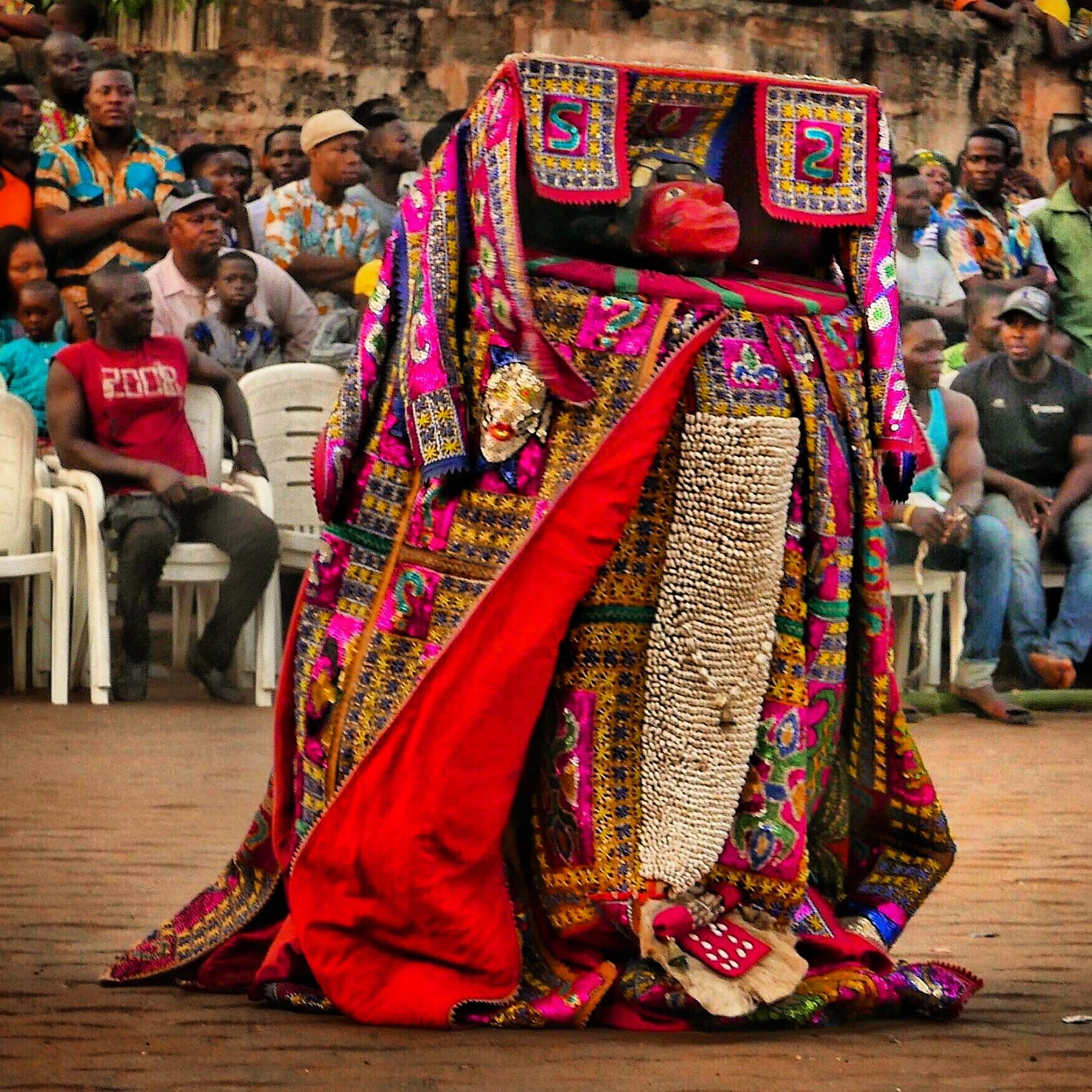
Egungun en prestation

Dans les situations familiales, un ancien de la famille connu officiellement ou officieusement sous le nom de "Alagba" préside les rites ancestraux. Il peut être initié ou non à la société Egungun locale. Dans les affaires qui concernent des communautés entières, des prêtres et des initiés Egungun formés à la communication ancestrale, à l'élévation ancestrale et aux rites funéraires sont chargés d'invoquer et de faire ressortir les ancêtres. Ils portent des costumes élaborés en masque. Par le biais de tambour et de la danse, les interprètes en habits Egungun sont censés devenir possédés par les esprits des ancêtres, se manifestant comme une seule entité. L'Egungun nettoie spirituellement la communauté ; à travers le jeu dramatique et le mimétisme des prêtres en habits, ils démontrent un comportement à la fois éthique et amoral qui s'est produit depuis leur dernière visite. De cette manière, ils exposent les forces et les faiblesses de la communauté pour encourager un comportement plus digne de leurs descendants. Lorsque cette représentation est terminée, les interprètes habillés en Egungun donnent des messages, des avertissements et des bénédictions aux spectateurs rassemblés.
Les Egungun les plus importants sont Oloolu et Alapansanpa, tous deux du Ibadanland. Elewe du clan des Yoruba de Ìgbómìnà, qui est commun aux villes de Òkè-Ìlá Òràngún, Ìlá Òràngún, et Arandun, est aussi d'une importance particulière.
Au Brésil, le principal culte des Egungun se trouve sur l'île d'Itaparica, dans l'État de Bahia. Des lieux de culte dédiés aux Egungun existent également dans d'autres États.

## Ensembles Egungun

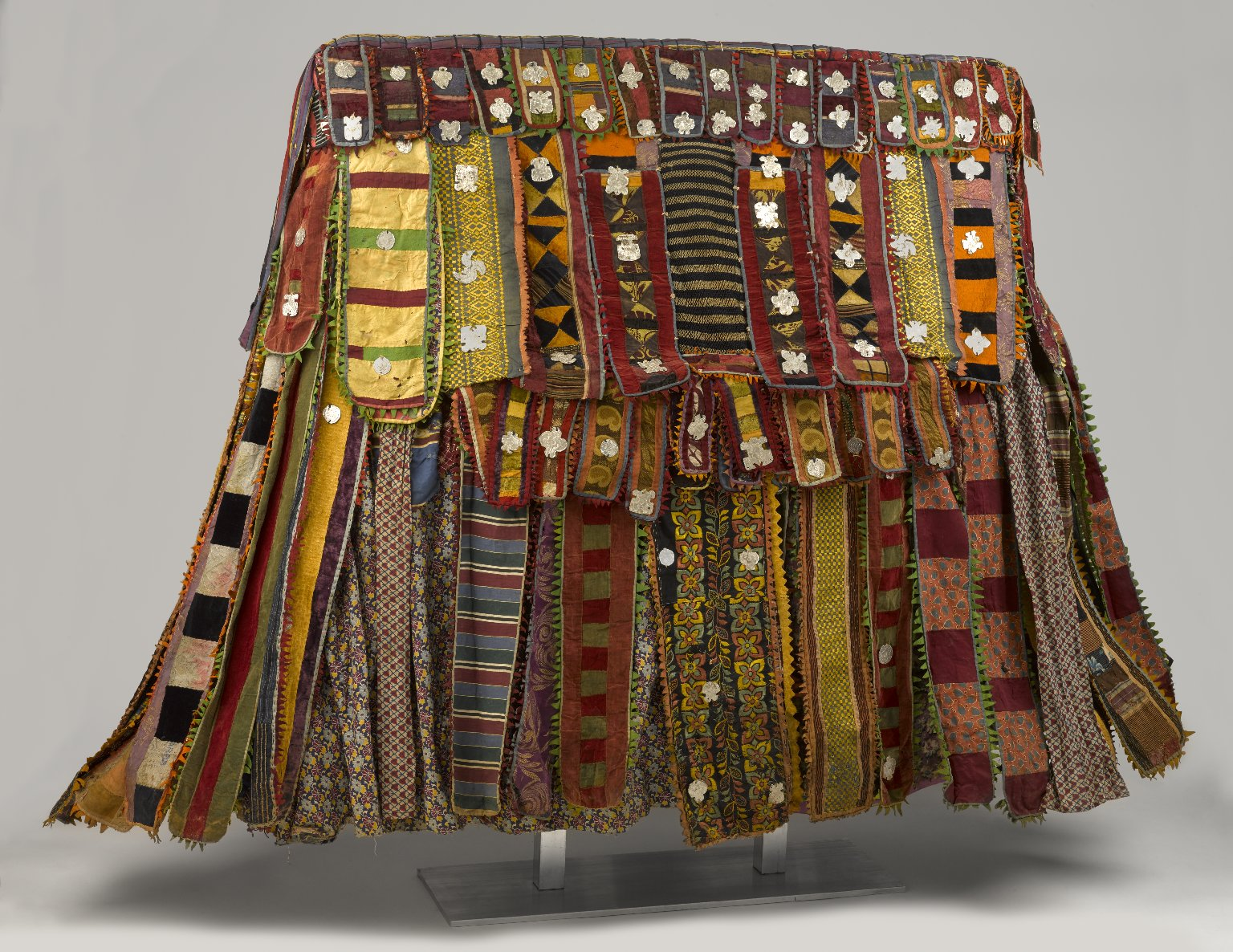
Costume d'Egungun (milieu du XX) Brooklyn Museum

Le tissu joue un rôle important dans le monde des Yoruba. Leurs croyances assimilent la nudité à l'enfance, à la folie ou au manque de responsabilité sociale. Une tenue plus élaborée reflète le pouvoir social et le prestige. Dans les performances honorant les ancêtres, le tissu exquis est le support majeur de la transformation du masque. Un costume Egungun est composé de plusieurs couches de lappets en tissu fabriqués à partir de textiles coûteux et prestigieux, exprimant la richesse et le statut d'une famille ainsi que le pouvoir de l'ancêtre.
La composition d'un ensemble Egungun présente plusieurs traits distinctifs. La couche portée la plus proche de la peau du porteur, le sous-sac, doit être en Aso-Oke, la bande indigo et blanche (Fig. 6). Il ressemble étroitement au linceul dans lequel les morts sont enveloppés. Ce sac, ainsi que le filet pour le visage et les mains, doivent sceller complètement le corps du porteur. Le filet masque efficacement les traits du visage et des mains qui pourraient révéler son identité.
Au-dessus de cette base sont placées les couches de lappets. Pendant que le porteur tourbillonne, les lappets sont envoyés voler, créant une «brise de bénédiction». La conception du costume est donc étroitement liée à la chorégraphie de la performance. Henry Drewal émet l'hypothèse que la brise de bénédiction créée par les Egungun peut également concerner Oya, l'épouse de Shango, le quatrième roi déifié d'Oyo et le dieu du tonnerre,. Oya est le tourbillon, considéré comme un vent de bénédiction, qui précède Shango, la tempête.
Pour rendre le costume beau, et donc puissant, les lappets sont décorés de motifs de patchwork, de tresses, de paillettes, de pompons et d'amulettes. Les amulettes contiennent des préparations médicinales qui ont un pouvoir performatif (aṣẹ), offrant une protection contre les ennemis à un moment où la personne transformée est vulnérable. Les principales amulettes de protection, cependant, sont à l'intérieur du costume, et non à l'extérieur. Des objets métalliques sont également cousus sur le vêtement. Ceux-ci captent la lumière au fur et à mesure que le porteur bouge, créant des éclairs qui suggèrent une connexion au monde des esprits, orun.
Les multiples couches cachées et visibles de tissu utilisées pour créer un costume Egungun signifient respectivement le sacré et le mondain. Les couches, utilisées en combinaison, suggèrent la réunion des défunts et des vivants .
Un ensemble est réparé et remis à neuf pour une utilisation année après année, avec des couches de nouveaux lappets et amulettes ajoutés pour exprimer le souvenir et l'honneur. Par la divination, cependant, un ancêtre peut demander un nouveau costume. Le propriétaire et le patron, le prêtre de la divination, le tailleur, l'herboriste qui prépare les paquets de médicaments et toute la lignée collaborent à la création de l'ensemble. En fonction de sa richesse, une famille peut posséder plusieurs types de costumes Egungun, qui peuvent représenter des ancêtres spécifiques ou collectifs de la lignée.
L'ensemble Egungun sert de support à la transformation du porteur en ses ancêtres. Une société Egungun est composée d'hommes et de femmes dont les lignées ont le droit de présenter le masque. Les hommes portent le déguisement. Les femmes ne portent jamais le costume, bien qu'elles participent au chœur qui chante les poèmes de louange oriki et les histoires des familles. Les femmes âgées, de haut titre, exécutent également des invocations, des prières et des offrandes. Lors des festivals annuels, chacune des nombreuses lignées se voit attribuer une journée distincte pour se produire. Le porteur est tenu à distance de la foule environnante avec l'aide de préposés, vêtus de costumes de déguisement de différents types. Une fois que tous les Egungun ont dansé, les ensembles sont conservés jusqu'à la prochaine représentation.

## Le rôle des femmes
Les masques d'Egungun sont dominés par les hommes dans l'aspect performance et seuls les hommes sont autorisés à se connecter avec les esprits d'Egungun en se transformant en personnage masqué. Les femmes jouent un rôle important dans la création des matériaux, la dramatisation de la performance, le chant, la danse et l'observation. Les aînés disent que la séparation est nécessaire en raison des dangers du pouvoir des femmes .
Selon le corpus Ifa, les femmes contrôlaient autrefois Egungun et le rituel provient de l'expérience religieuse des femmes en Yoruba. Il est également soutenu que les femmes étaient les soutiens d'Egungun et selon le chapitre O du Irantegbe du corpus Ifa, elles ont été trompées par des hommes et leurs pouvoirs sur le culte d'Egungun ont été enlevés.

## Film et vidéo
Une performance de masque Egungun au palais de son altesse l’alaafin d'Oyo, Oyo State, Nigeria, séquence vidéo tournée en août 1999 : Egungun Energized to Dance